# Vido
Vido eller Vidos (grekiska: Βίδο) är en liten obebodd, grekisk ö utanför Korfus östkust i Joniska öarna i Grekland.
Till Vido går dagligen färjor från staden Korfu.

## Historia
Under första världskriget fungerade Korfu som en fristad för den serbiska armén vars hemland ockuperats av österrikarna och bulgarerna. En stor del av serbiska soldater dog av utmattning under vistelsen, livsmedelsbrist och olika sjukdomar var orsakerna. Mer än 5 000 av de serbiska soldaterna begravdes i havet nära ön Vido. 
Ett monument som tack till Grekland uppfördes av serber på Vido på 1930-talet. 
I vattnen runt Vido ön är kända av det serbiska folket som "den blå kyrkogården" (på serbiska Plava Grobnica), efter en dikt skriven av Milutin Bojić efter första världskriget.

## Bilder

Serbiskt mausoleum
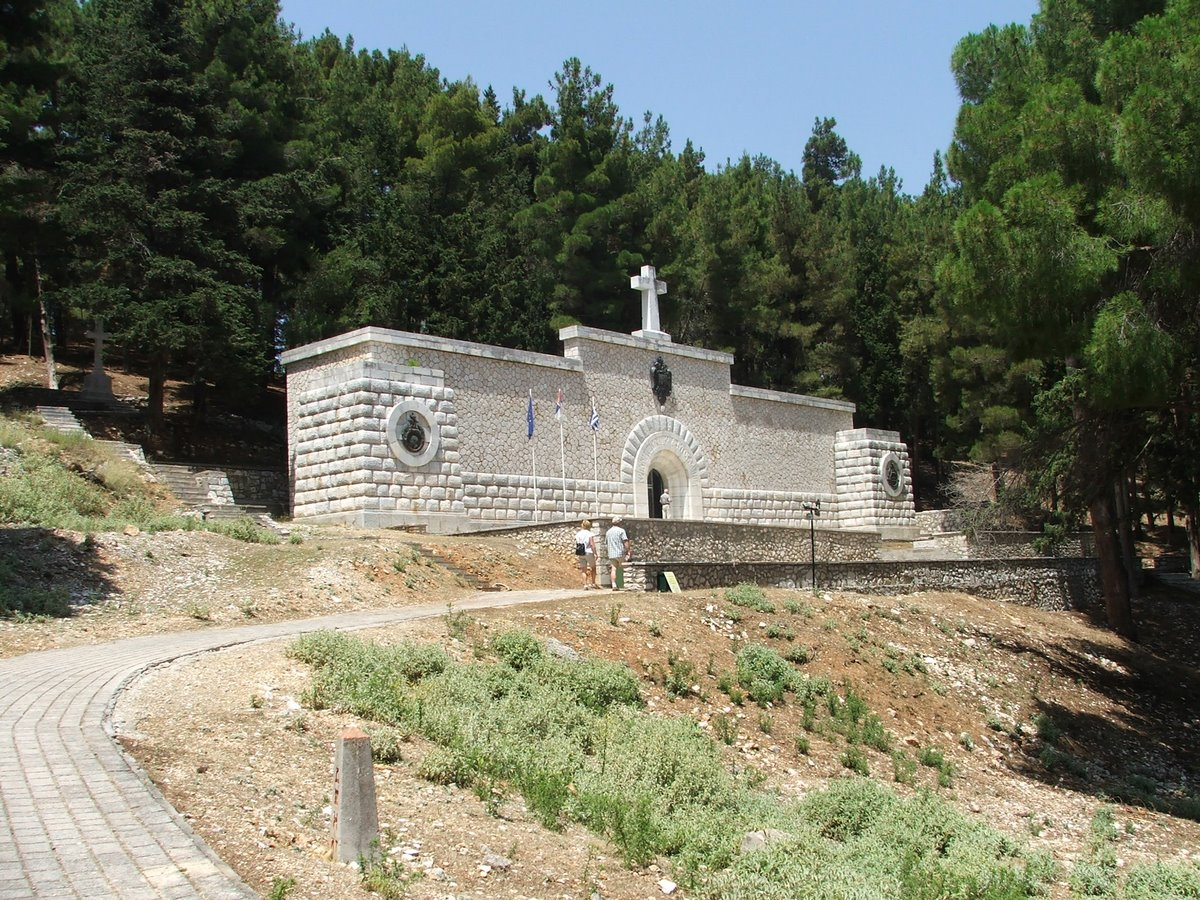
Serbiskt soldatmausoleum från första världskriget
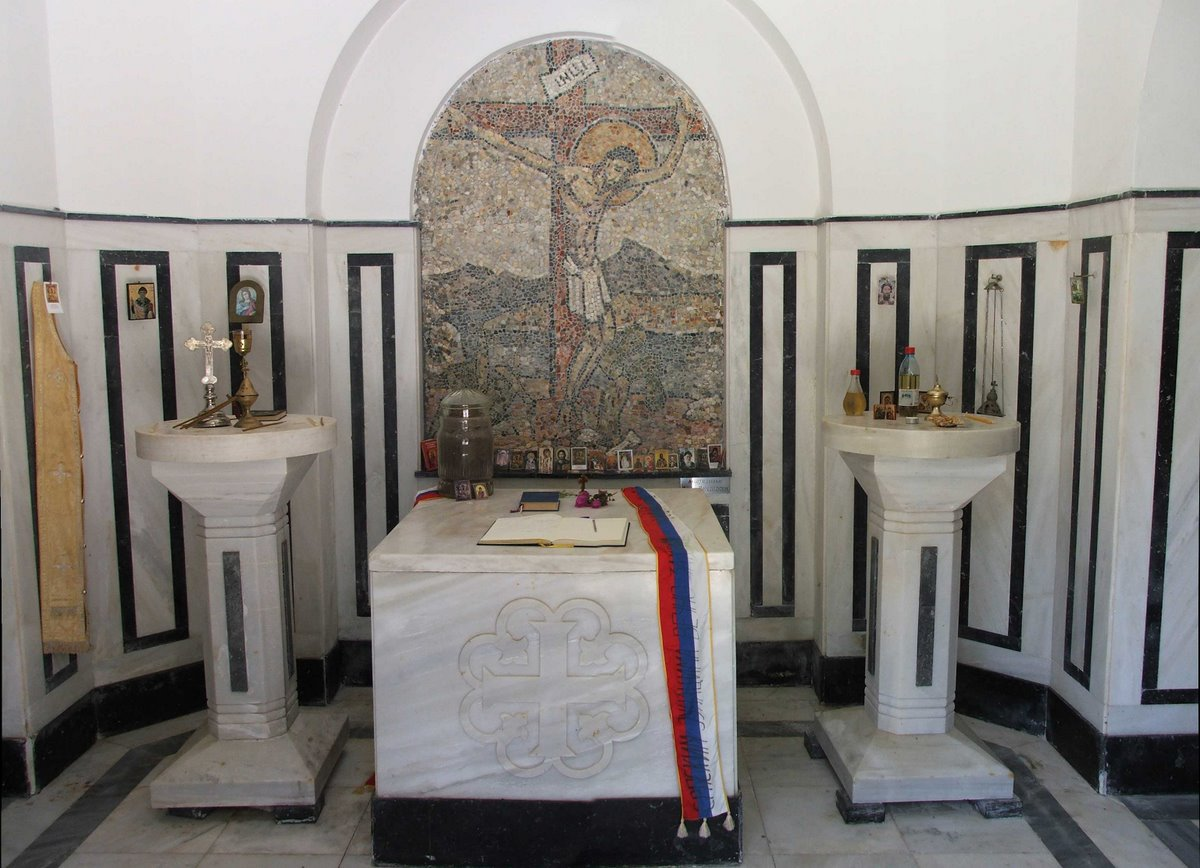
Interiör från mausoleet
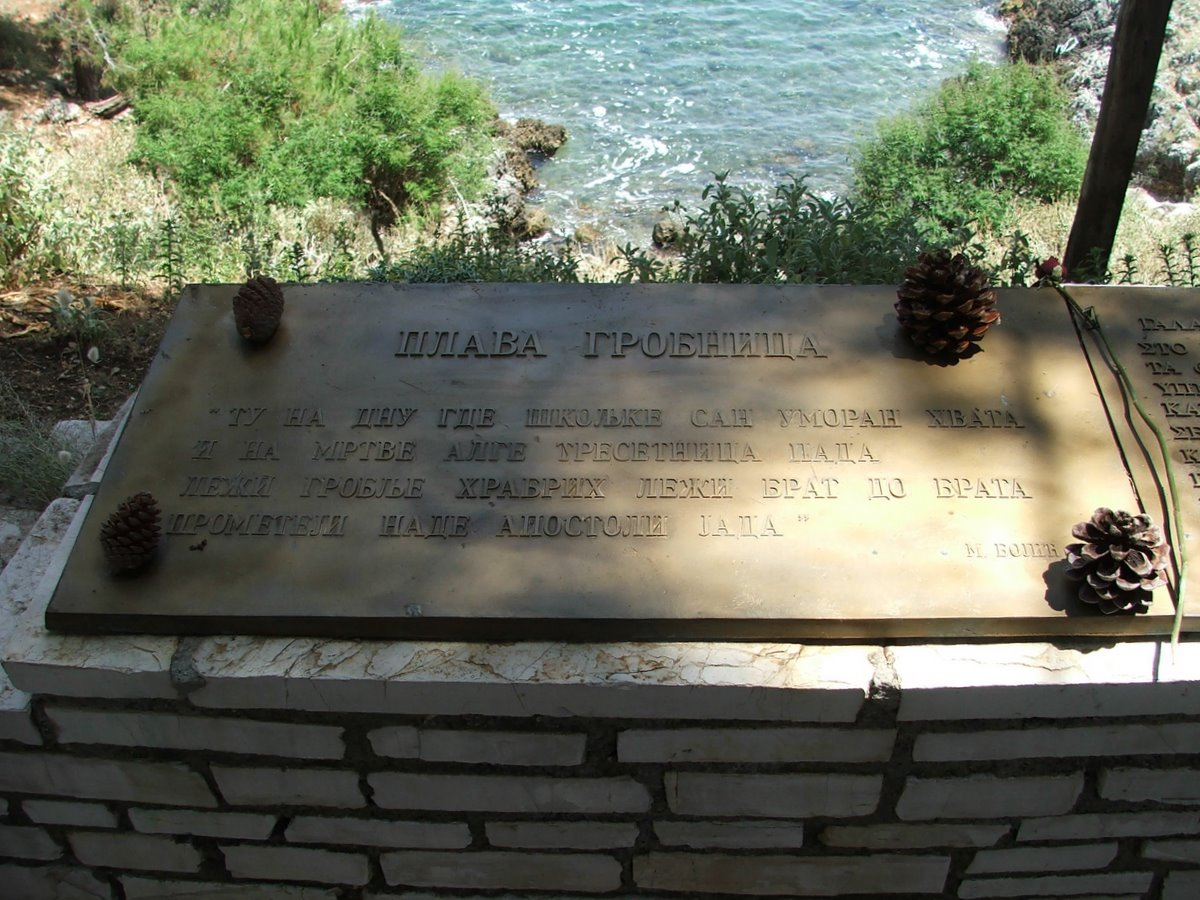
Minnesbricka för "den blå kyrkogården"